# Език и литература
„Език и литература“ е българско филологическо списание, основано през 1946 г. и днес най-старото все още излизащо филологическо научно списание в България. ISSN 0324-1270.
Издание е на Съюза на филолозите българисти. В него се публикуват материали (статии, обзори, кратки научни съобщения, преводи, рецензии и хроника на събитията във филологическата област и пр.), посветени на езика, литературата, културата, историята, образователното дело и др.
Последните му главни редактори са проф. Светлозар Игов (1995-2005) и проф. Боян Вълчев (2005-).

## Книжки
Стремежът на редакцията е всяка книжка да е разработена около един тематичен център, оформен като специален блок.
- 2001: Средиземноморската мисъл
- 2004: Най-новата българска литература (1989–2001)
- 2005: Средна Европа и българската култура
- 2006/1–2: Българският език в училището и университета
- 2007/1–2: Балкански посоки
- 2008/1–2: Канада – позната и непозната
- 2009/1–2: Животът на езика
- 2009/3–4: Българистика в Китай, китаистика в България
- 2010/1–2: Филологически погледи оттатък Пиренеите
- 2010/3–4: Езиковата култура
- 2011/1–2: Българският език в училището
- 2011/3–4: Унгаристика в България, българистика в Унгария
- 2012/1–2: Скандинавистика в България, българистика в Скандинавия
- 2012/3–4: 250 години „История славянобългарска“
- 2013/1–2: 1150 години от Великоморавската мисия
- 2014/1–2: 170 години „Първичка българска граматика“
- 2014/3–4: 190 години Рибен буквар
- 2015/1–2: Българистика в Чехия, бохемистика в България
- 2015/3–4: 70 години от въвеждането на сегашния правопис
- 2016/1–2: „Език и литература“ на 70 години
- 2016/3–4: Четвърт век най-нова българска литература
- 2017/1–2: Българистика в Полша, полонистика в България
- 2017/3–4: Езиков парламент
- 2018/1–2: Психолингвистика
- 2018/3–4: Българистика в Хърватия, хърватистика в България
- 2019/1–2: Завръщане на Борис Йоцов в славистиката
- 2019/3–4: Литературите на нашите съседи
- 2020/1–2: Ръкописно наследство от XIX век
- 2020/3–4: Българският език и образованието

## Редакционен съвет
- Иван Радев,
- Симеон Хаджикосев,
- Михаил Виденов,
- Милена Цанева,
- Кирил Топалов,
- Никола Георгиев,
- Симеон Янев,
- Клео Протохристова,
- Григорий Венедиктов,
- Мари Врина,
- Войчех Галонзка,
- Камила Данилченко,
- Джузепе дел Агата,
- Предраг Палавестра,
- Дьорд Сонди,
- Майкъл Холман.

## Главни редактори
| №  | Име             | Период      |
| -- | --------------- | ----------- |
| 1. | Симеон Русакиев | 1958 – 1984 |
| 2. | Иван Дуриданов  | 1984 – 1987 |
| 3. | Петър Пашов     | 1987 – 1994 |
| 4. | Светлозар Игов  | 1994 – 2005 |
| 5. | Боян Вълчев     | 2005 –      |

## Присъствие в бази данни
Списание „Език и литература“ има висок импактфактор. То е включено в европейски и световни бази данни:
- ERIH Plus (European Reference Index for the Humanities and Social Sciences)[2]
- РИНЦ-Science Index – Руският индекс за научното цитиране, коопериран с Web of Science[3]
- ScholarGoogle
- Część C wykazu czasopism naukowych (Списък Ц на одобрените научни списания от полското Министерство на науката и висшето образование)
- BRILL – Linguistic Bibliography Online
- Slavistik Portal – Virtual Library Slavistics
- MIAR – Information Matrix for the Analysis of Journals
- и други